# Harun Alpsoy
Harun Alpsoy (sinh 3 tháng 3 năm 1997) là một cầu thủ bóng đá Thụy Sĩ thi đấu cho Antalyaspor.

## Cuộc sống cá nhân
Alpsoy sinh ra ở Thụy Sĩ và có gốc Thổ Nhĩ Kỳ.